# Вінценосний орел
Вінценосний орел (Stephanoaetus) — рід дуже великих хижих птахів з Африки південніше Сахари і на Мадагаскарі. З двох відомих видів зберігся тільки один.